# 西宮市立浜甲子園中学校
西宮市立浜甲子園中学校（にしのみやしりつ はまこうしえんちゅうがっこう）は、兵庫県西宮市古川町に所在する公立中学校。

## 沿革
- 1963年（昭和38年）4月1日 - 開校。
- 1963年（昭和38年）4月11日 - 開校式を挙行。同日を創立記念日とする。

## 部活動
浜甲子園中は生徒数が少ないため西宮市立 高須中学校と 西宮市立鳴尾南中学校との連携校型部活動が行われている。

### 運動部
- 野球部
- サッカー部
- バレーボール部
- バスケットボール部
- 陸上部(鳴尾南)
- 女子ソフトテニス部(高須)
- 柔道部(高須)
- 水泳部(高須)

### 文化部
- 吹奏楽部
- 美術部
- 消防部

※消防部とは隣接している鳴尾消防署の隊員から応急処置や心肺蘇生法などを月に1回程度指導を受ける部活動で消防署と密に連携している。

## 通学区域
- 古川町、枝川町、甲子園九番町（10･11番）、上田西町、笠屋町、東鳴尾町1丁目[1]

※西宮市立甲子園浜小学校及び西宮市立鳴尾東小学校の通学区域の一部。

## 通学区域が隣接している学校
- 西宮市立鳴尾南中学校
- 西宮市立高須中学校
- 西宮市立真砂中学校 （海を挟んで隣接。）
- 西宮市立鳴尾中学校
- 尼崎市立大庄中学校